# Monte Wuteve
O monte Wuteve é a montanha mais alta da Libéria, com altitude de 1440 metros (4720 pés) A altitude dada pela Shuttle Radar Topography Mission coincide com esse valor.. Situa-se no condado de Lofa.